# LiteOS
LiteOS是华为开发的轻量级实时操作系统，也是开源的物联网操作系统，遵照三句版BSD许可协议发布，并符合可移植操作系统接口标准。
该操作系统项目支持ARM（M0/3/4/7、A7/17/53、ARM9/11）、x86、RISC-V等不同架构的单片机，是华为“1+8+N”全场景物联网解决方案的一部分，已在多个开源开发套件和行业产品中推介。
LiteOS曾经用于华为及荣耀品牌的智能手表，并于2021年6月开始整合到面向物联网的鸿蒙操作系统中。
LiteOS有两种开发方式，基于Keil等第三方IDE的开发，以及基于IoT Studio（VS Code插件）和iotlink SDK的开发。

## 历史
2015年5月20日，华为在网络大会上提出了“1+2+1”物联网解决方案，并发布了名为华为LiteOS的物联网操作系统。

## 主要特性
- 轻量级，采用实时内核[8]
- 高效节能
- 毫秒级快速启动
- 支持NB-IoT、Wi-Fi、以太网、蓝牙低功耗、ZigBee等不同物联网协议
- 可接入不同云端

## 组成

### OSAL
OSAL是各个不同操作系统的抽象层，不在LiteOS内核中。

### 任务管理
包含就绪、运行、阻塞、退出四个状态。

### 联网云组件
LiteOS SDK联网云组件集成了MQTT等IoT协议栈。OC部分可以对接华为云OC。USIP则是基于统一后台服务的联网框架。